# Kup Županijskog nogometnog saveza Dubrovačko-neretvanske županije 2016./17.
Kup Županijskog nogometnog saveza Dubrovačko-neretvanske županije se igra u proljetnom dijelu natjecanja. Pobjednik natjecanja stječe pravo nastupa u pretkolu Hrvatskog kupa u sezoni 2017./18. 
 Natjecanje je osvojio BŠK Zmaj iz Blata.

## Sustav natjecanja
Natjecanje se igra kup-sustavom na jednu utakmicu. U prvom dijelu je podijeljen na četiri regionalna centra – Pelješac, Korčula-Lastovo, Neretva, Dubrovnik-Župa-Konavle. Pobjednici po centrima ulaze u poluzavršnicu županijskog kupa.

## Sudionici
|                           | 3. HNL – Jug (III.)                                  | 1. ŽNL Dubrovačko-neretvanska (IV.)                                    | 2. ŽNL Dubrovačko-neretvanska (V.) |                   |
| ------------------------- | ---------------------------------------------------- | ---------------------------------------------------------------------- | ---------------------------------- | ----------------- |
| NC Dubrovnik-Župa-Konavle |                                                      | Croatia Gabrili Konavljanin Čilipi Slaven Gruda Župa dubrovačka Čibača | Enkel Popovići                     |                   |
| NC Korčula-Lastovo        | BŠK Zmaj Blato                                       | Hajduk 1932 Vela Luka Jadran 1929 Smokvica Omladinac Lastovo Žrnovo    |                                    |                   |
| NC Neretva                | Jadran Luka Ploče Neretva Metković Neretvanac Opuzen | Gusar Komin Maestral Krvavac ONK Metković                              |                                    |                   |
| NC Pelješac               |                                                      | Grk Potomje Orebić                                                     | Faraon Trpanj SOŠK 1919 Ston       | Rat Kuna Pelješka |

Klub oslobođen nastupa zbog dovoljnog koeficijenta za Hrvatski nogometni kup, u kojem nastupa od šesnaestine završnice: 

3. HNL – Jug (III.)
- GOŠK Dubrovnik 1919

## Kupovi po nogometnim centrima
Igrano od 25. veljače do 4. travnja 2017. godine.

### NC Dubrovnik-Župa-Konavle
| klubovi                                     | rez.           |                                                                                 |
| 1. kolo                                     | 1. kolo        | 1. kolo                                                                         |
| ------------------------------------------- | -------------- | ------------------------------------------------------------------------------- |
| Croatia Gabrili – Enkel Popovići            | 13:4           |                                                                                 |
| Konavljanin Čilipi – Župa dubrovačka Čibača | 2:3            |                                                                                 |
| Slaven Gruda                                |                | slobodni                                                                        |
|                                             |                |                                                                                 |
| 2. kolo                                     |                |                                                                                 |
| Slaven Gruda – Croatia Gabrili              | 0:1            |                                                                                 |
| Župa dubrovačka Čibača                      |                | slobodni                                                                        |
|                                             |                |                                                                                 |
| završnica                                   |                |                                                                                 |
| Župa dubrovačka Čibača – Croatia Gabrili    | 0:0 (6:7 11 m) | Croatia prošla boljim izvođenjem jedanaesteraca u polzavršnicu županijskog kupa |

### NC Korčula-Lastovo
| klubovi                                      | rez.    |                                                  |
| 1. kolo                                      | 1. kolo | 1. kolo                                          |
| -------------------------------------------- | ------- | ------------------------------------------------ |
| Omladinac Lastovo – BŠK Zmaj Blato           | 2:5     |                                                  |
| Jadran 1929 Smokvica – Žrnovo                | 3:1     |                                                  |
| Hajduk 1932 Vela Luka                        |         | slobodni                                         |
|                                              |         |                                                  |
| 2. kolo                                      |         |                                                  |
| Hajduk 1932 Vela Luka – Jadran 1929 Smokvica | 2:3     |                                                  |
| BŠK Zmaj Blato                               |         | slobodni                                         |
|                                              |         |                                                  |
| završnica                                    |         |                                                  |
| BŠK Zmaj Blato – Jadran 1929 Smokvica        | 3:1     | BŠK zmaj prošao u poluzavršnicu županijskog kupa |

### NC Neretva
| klubovi                               | rez.           |                                                                                |
| 1. kolo                               | 1. kolo        | 1. kolo                                                                        |
| ------------------------------------- | -------------- | ------------------------------------------------------------------------------ |
| Jadran Luka Ploče – Neretva Metković  | 2:2 (9:8 11 m) | Jadran Luka Ploče prošao boljim izvođenjem jedanaesteraca                      |
| Maestral Krvavac – Gusar Komin        | 0:3            |                                                                                |
| Neretvanac Opuzen, ONK Metković       |                | slobodni                                                                       |
|                                       |                |                                                                                |
| 2. kolo                               |                |                                                                                |
| Neretvanac Opuzen – Jadran Luka Ploče | 3:2            |                                                                                |
| Gusar Komin – ONK Metković            |                |                                                                                |
|                                       |                |                                                                                |
| završnica                             |                |                                                                                |
| Gusar Komin – Neretvanac Opuzen       | 1:1 (6:5 11 m) | Gusar prošao boljim izvođenjem jedanaesteraca u poluzavršnicu županijskog kupa |

### NC Pelješac
| klubovi                            | rez.    |                                                   |
| 1. kolo                            | 1. kolo | 1. kolo                                           |
| ---------------------------------- | ------- | ------------------------------------------------- |
| Orebić – Grk Potomje               | 3:0     |                                                   |
| Faraon Trpanj – SOŠK 1919 Ston     | 2:7     |                                                   |
| Rat Kuna Pelješka                  |         | slobodan                                          |
|                                    |         |                                                   |
| 2. kolo                            |         |                                                   |
| SOŠK 1919 Ston – Rat Kuna Pelješka | 6:1     |                                                   |
| Orebić                             |         | slobodni                                          |
|                                    |         |                                                   |
| završnica                          |         |                                                   |
| SOŠK 1919 Ston – Orebić            | 2:1     | SOŠK 1919 prošao u poluzavršnicu županijskog kupa |

## Županijski kup

### Poluzavršnica
Igrano 26. travnja 2017.
| klub1           | klub2          | rez. |  |
| --------------- | -------------- | ---- |  |
| SOŠK 1919 Ston  | Gusar Komin    | 0:3  |  |
| Croatia Gabrili | BŠK Zmaj Blato | 0:1  |  |

### Završnica
| mjesto | datum             | klub1       | klub2          | rez. |             |
| ------ | ----------------- | ----------- | -------------- | ---- | ----------- |
| Komin  | 24. svibnja 2017. | Gusar Komin | BŠK Zmaj Blato | 2:3  | [ 2 ] [ 3 ] |

## Poveznice
- Županijski nogometni savez Dubrovačko-neretvanske županije
- Kup Županijskog nogometnog saveza Dubrovačko-neretvanske županije
- 1. ŽNL Dubrovačko-neretvanska 2016./17.
- 2. ŽNL Dubrovačko-neretvanska 2016./17.